# أدهقراطية

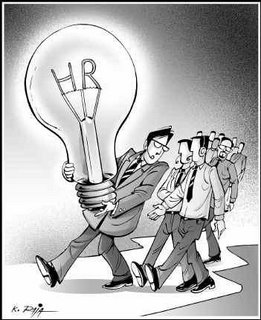

الأدهقراطية لفظ منحوت من أد هوك باللاتينية أي "من أجله"، قياسا بلفظ البيرقراطية وهو، بعكسه، يعبر به عن نوع بسيط من الإدارة يبتغى منه حل المشاكل الطارئة بدل التخطيط لتجنبها.